# Prinzessinnenpalais

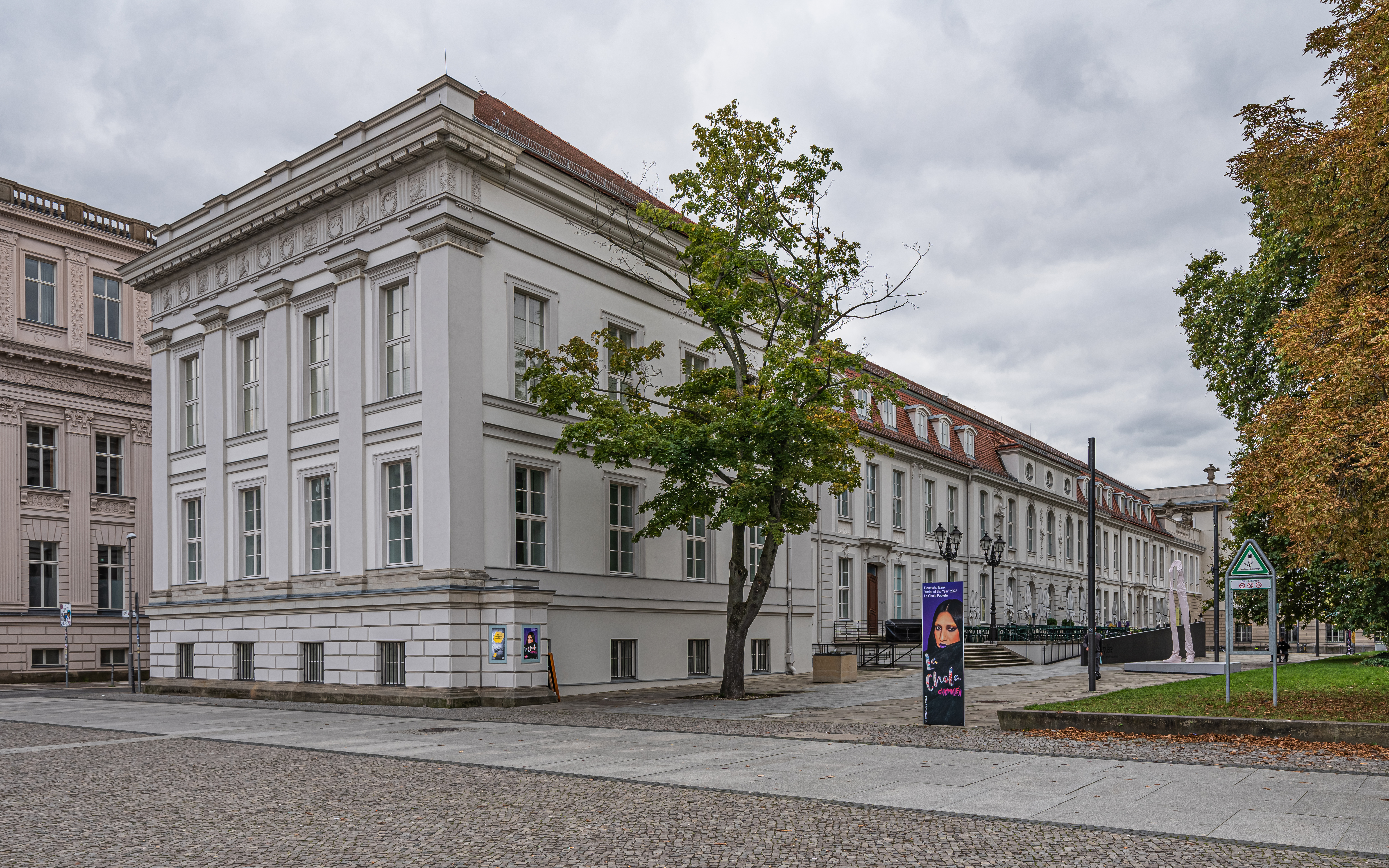
Prinzessinnenpalais

Das Prinzessinnenpalais ist ein Baudenkmal an der Prachtstraße Unter den Linden 5 im Berliner Ortsteil Mitte und Teil des Forum Fridericianum. Es wurde im Jahr 1733 von Friedrich Wilhelm Dieterichs im Stil des Friderizianischen Rokoko errichtet und 1810–1811 von Heinrich Gentz im Stil des Klassizismus erweitert. Im Zweiten Weltkrieg ausgebrannt und 1962 abgerissen, wurde es 1963–1964 nach Plänen von Richard Paulick als Operncafé rekonstruiert. Seit 2018 beheimatet das Prinzessinnenpalais die Kunsthalle PalaisPopulaire der Deutschen Bank.

## Bau und Nutzung

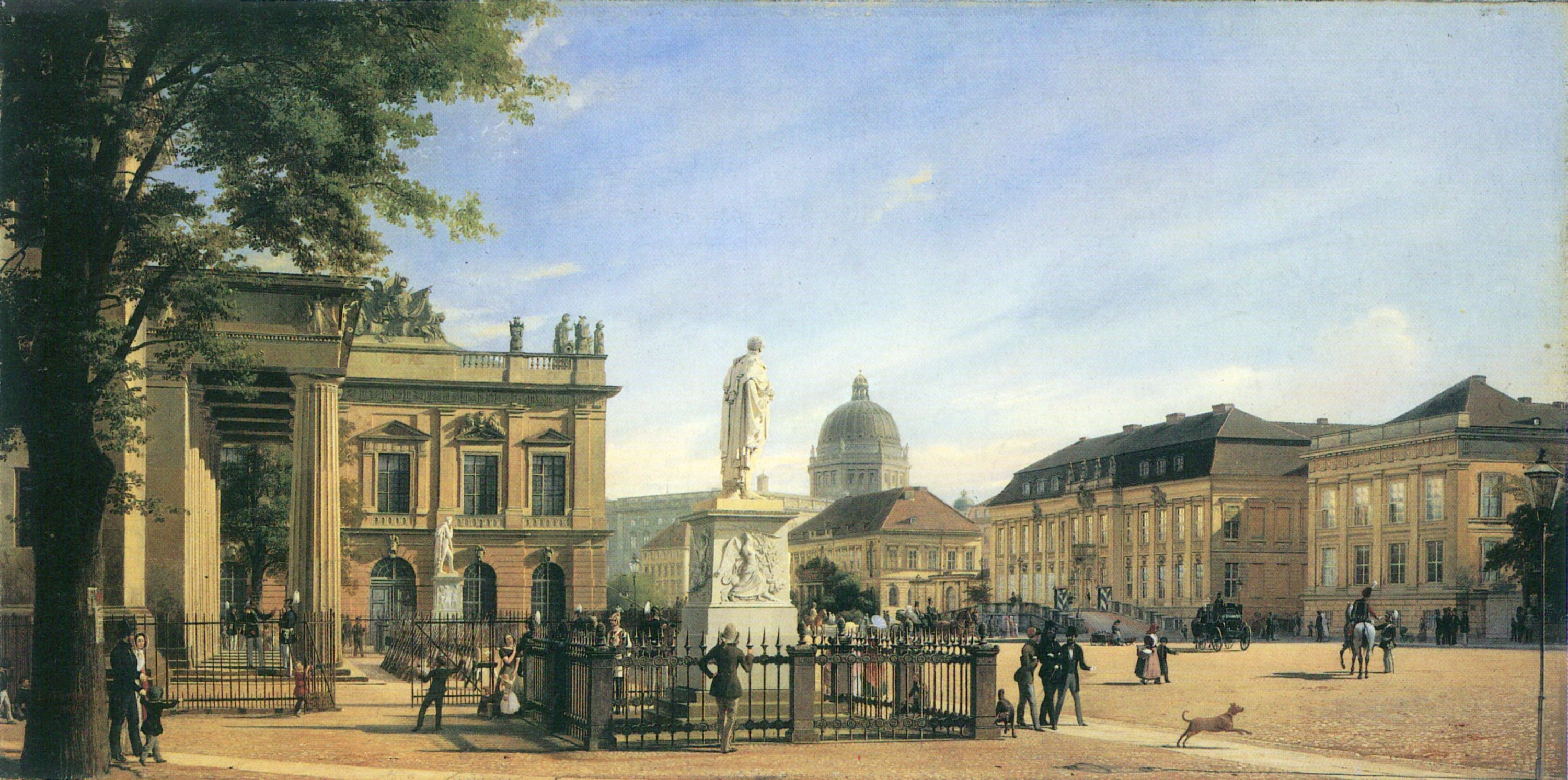
Blick auf das Kronprinzenpalais, Gemälde von Eduard Gaertner, 1849; rechts das Prinzessinnenpalais

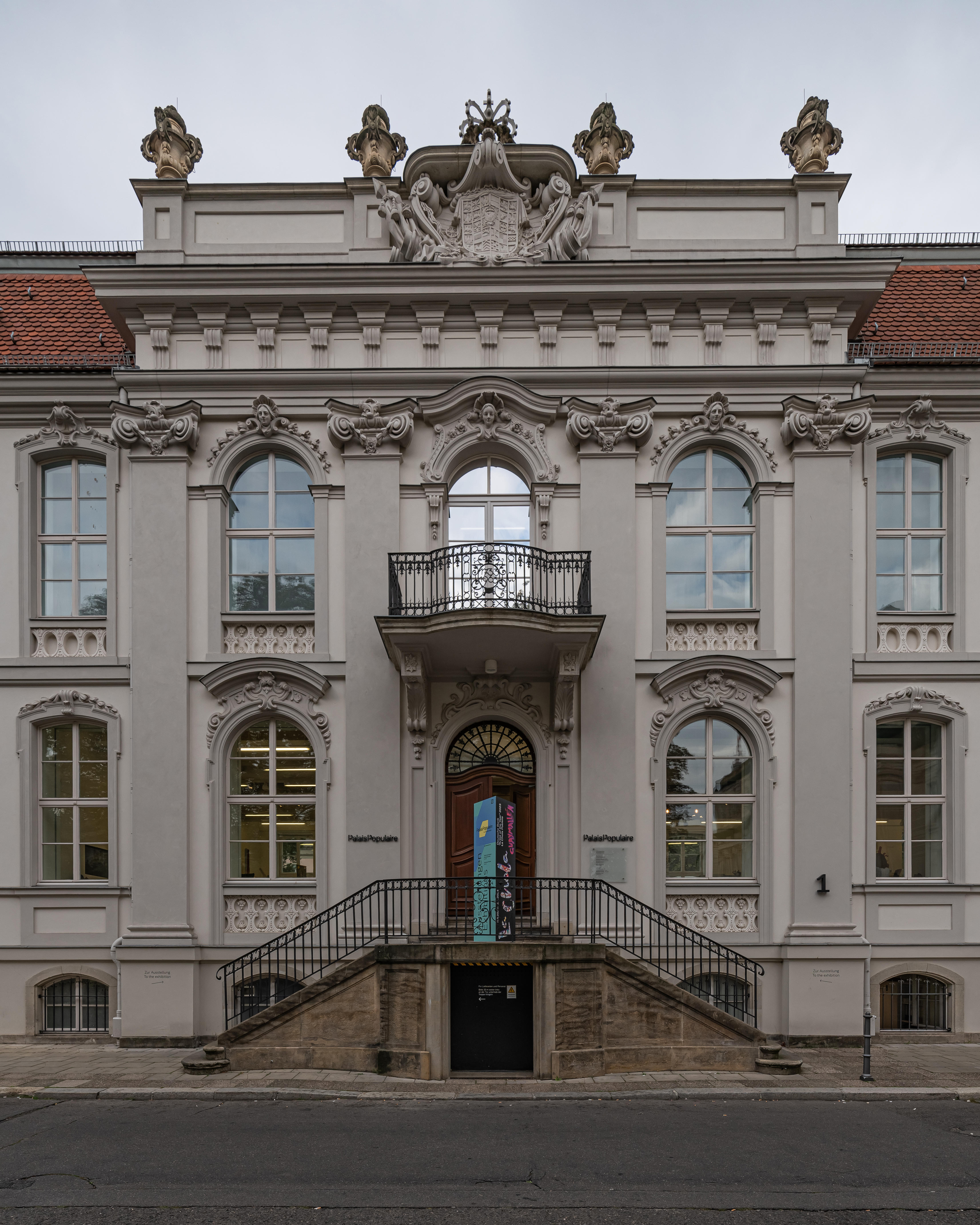
Portal an der Oberwallstraße, 2023

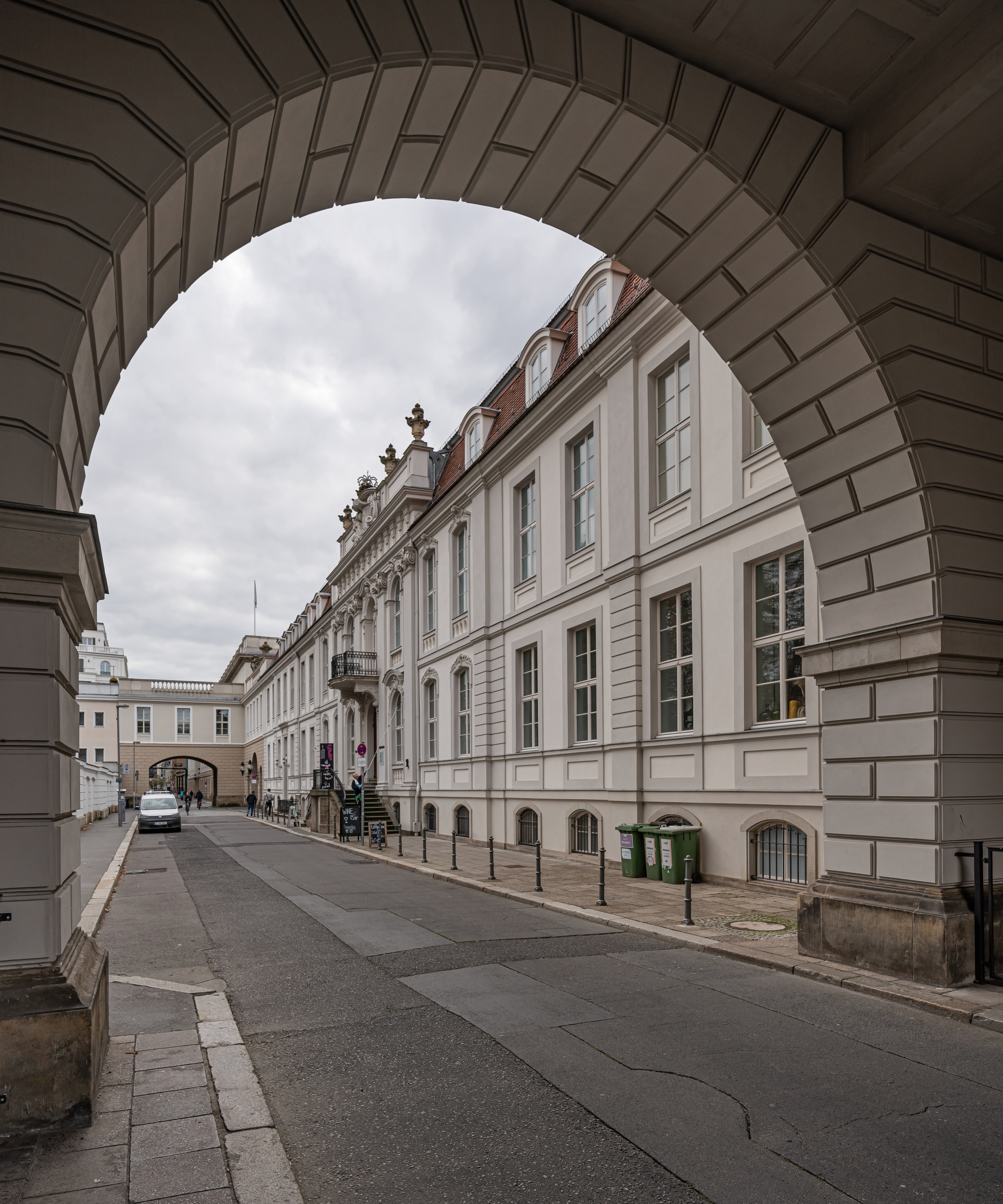
Fassade an der Oberwallstraße, 2023

Im Jahr 1733 verband Friedrich Wilhelm Dieterichs zwei 1730 für den General von Becheffer und den Finanzminister Freiherr von Cocceji in der Oberwallstraße am Berliner Festungsgraben erbaute Gebäude durch Einfügung eines Mittelrisalits zu einem neuen quer zu der Straße Unter den Linden stehenden Palais, das Cocceji bis zu seinem Tod bewohnte. Markgraf Friedrich Heinrich von Brandenburg-Schwedt erwarb 1755 das Gebäude. Nach dem Tod des „schlimmen Markgrafen“ im Jahr 1788 ging das Palais ins Eigentum des preußischen Königshauses über.
Zunächst bewohnte das Prinzenpaar Friedrich Ludwig Karl und Friederike von Preußen das Haus, dann zog das Königspaar Friedrich Wilhelm III. und Luise von Preußen mit den drei Töchtern Charlotte, Alexandrine und Luise ein. Seitdem trägt es den Namen Prinzessinnenpalais. Im Jahr 1811 ließ Friedrich Wilhelm III. das Prinzessinnenpalais von Baumeister Heinrich Gentz durch einen Kopfbau bis zum Boulevard Unter den Linden verlängern und von Karl Friedrich Schinkel durch einen Schwibbogen mit dem Königlichen Palais verbinden (siehe Bild).
Bereits 1809 hatte Königin Luise den jungen Schinkel mit dem Entwurf eines repräsentativen Kopfbaus beauftragt, der jedoch aus finanziellen Gründen nicht zur Ausführung kam. Nach dem Auszug der Töchter bewohnte Gräfin Auguste von Harrach, die Friedrich Wilhelm III. nach dem Tod Luises geheiratet hatte, ab 1824 das Prinzessinnenpalais. Die ehemaligen Wand- und Deckenmalereien des Palais sind durch das Historische Farbdiaarchiv dokumentiert.
Nach dem Ende der Monarchie 1918 ging das Palais zunächst ins Eigentum des Freistaats Preußen und dann der Staatlichen Museen über. Am 13. März 1931, dem 150. Geburtstag Karl Friedrich Schinkels, eröffnete in den Räumen das Schinkel-Museum. Es zeigte mit einer großen Sammlung von Gemälden, Zeichnungen und Skizzen die ganze Vielfalt seines Schaffens.

## Zerstörung und Wiederaufbau
Als sich der 1952 geplante Wiederaufbau des im Zweiten Weltkrieg ausgebrannten Prinzessinnenpalais aus finanziellen Gründen mehrmals verzögert hatte, waren die Fassaden so verwittert, dass sie 1960–1962 abgerissen und nach Entwürfen von Richard Paulick 1962–1964 rekonstruiert wurden. Das im Nordteil des Gebäudes neu eröffnete Operncafé mit Opernbar, Weinstube und Grillrestaurant erhielt eine moderne Ausstattung und eine große Terrasse zum Operngarten, der Südteil des Gebäudes ist seit dem Bestandteil des Intendanzgebäudes der Staatsoper Unter den Linden. 
Im runden Treppenhaus des Opercafés wurde das schmiedeeiserne Rokokogeländer aus dem 1964 abgerissenen Schloss Buch, ebenfalls ein Werk von Dieterichs, angebracht. Das rekonstruierte Prinzessinnenpalais entwickelte sich schnell zu einem beliebten Treffpunkt für Einheimische und Touristen. Es diente auch als Drehort für Die Legende von Paul und Paula, einem der erfolgreichsten Spielfilme der DDR. Für die Ost-Berliner Schwulenszene fanden im Operncafé wöchentliche Diskoabende statt.
Nach der deutschen Wiedervereinigung übernahm der Berliner Gastronom Manfred Otte das Operncafé, wobei es 1990/1991 eine historisierende Ausstattung erhielt. Bis zur Schließung 2011 war es vor allem für seine mehr als 50 Sorten Kuchen und Torten, aber auch für seine zahlreichen hochrangigen Gäste wie den Dirigenten Daniel Barenboim, den Tenor Plácido Domingo, Alt-Bundeskanzler Helmut Kohl oder Alt-Bundespräsident Richard von Weizsäcker bekannt.
Im Jahr 2014 erwarb Axel-Springer-Chef Mathias Döpfner den Nordteil des Prinzessinnenpalais von der TLG Immobilien und vermietete es an die Deutsche Bank, die es bis 2018 von Kuehn Malvezzi zur Kunsthalle PalaisPopulaire umbauen ließ. Dabei wurde der Haupteingang an die Oberwallstraße zurückverlegt und der Betonkern im Innern freigelegt. Die 900 Quadratmeter großen Ausstellungsräume erhielten eine schmucklose Ausstattung mit grauen Böden, weißen Wänden und unverkleideten Decken. Im Erdgeschoss betreibt der hessische Gastronom Klaus Peter Kofler das Café LePopulaire.
Der ehemalige Garten des Prinzessinnenpalais bildet seit der Nachkriegszeit als Prinzessinnengarten den östlichen Teil des Bebelplatzes.